# Jaskinia Ducha Gór
Jaskinia Ducha Gór – jaskinia w Dolinie Brzoskwini wcinającej się w Garb Tenczyński na Wyżynie Krakowsko-Częstochowskiej. Administracyjnie znajduje się w obrębie wsi Chrosna w województwie małopolskim, w powiecie krakowskim, w gminie Liszki.

## Opis obiektu
Jaskinia znajduje się w orograficznie prawych zboczach Doliny Brzoskwini, w lesie, przy czerwono znakowanej ścieżce dydaktycznej. Po jej lewej stronie jest punkt widokowy z krzyżem, a nieco dalej, na zboczu po prawej stronie ścieżki, w niewielkiej odległości od znajdujących się na wierzchowinie pól Chrostowej, widoczny jest otwór jaskini. Ma on wysokość około 1 m i szerokość 2,5 m, ale znajdująca się za nim nyża szybko staje się coraz ciaśniejsza. Po 2,5 m od otworu znajduje się w niej 40-centymetrowy próg, a za nim zasypany korytarzyk o łukowatym stropie i opadającym dnie.
Jaskinia powstała na pionowym pęknięciu w skalistych i gruzłowatych wapieniach z jury późnej. Jest widna i wilgotna. Jej ściany porastają mchy i porosty, a w końcowym odcinku rośnie zanokcica skalna. Na ścianach obserwowano ślimaki winniczki oraz ślimaki bezskorupowe.

## Historia badań i dokumentacji
Jaskinia znana jest od dawna. W 2005 r. Oddział Krakowski PTTK zamontował przy ścieżce dydaktycznej tablice informacyjne. Tablica zamontowana przy krzyżu na punkcie widokowym podaje: Jest to jaskinia Ducha Gór, który według przekazów ludowych miał pilnować pasących się tu zwierząt w czasie, gdy pastuszkowie byli zajęci zabawą. Nie była wzmiankowana w literaturze. W sierpniu 2009 r. jej dokumentację sporządzili A. Górny i M. Szelerewicz. Plan opracował M. Szelerewicz.

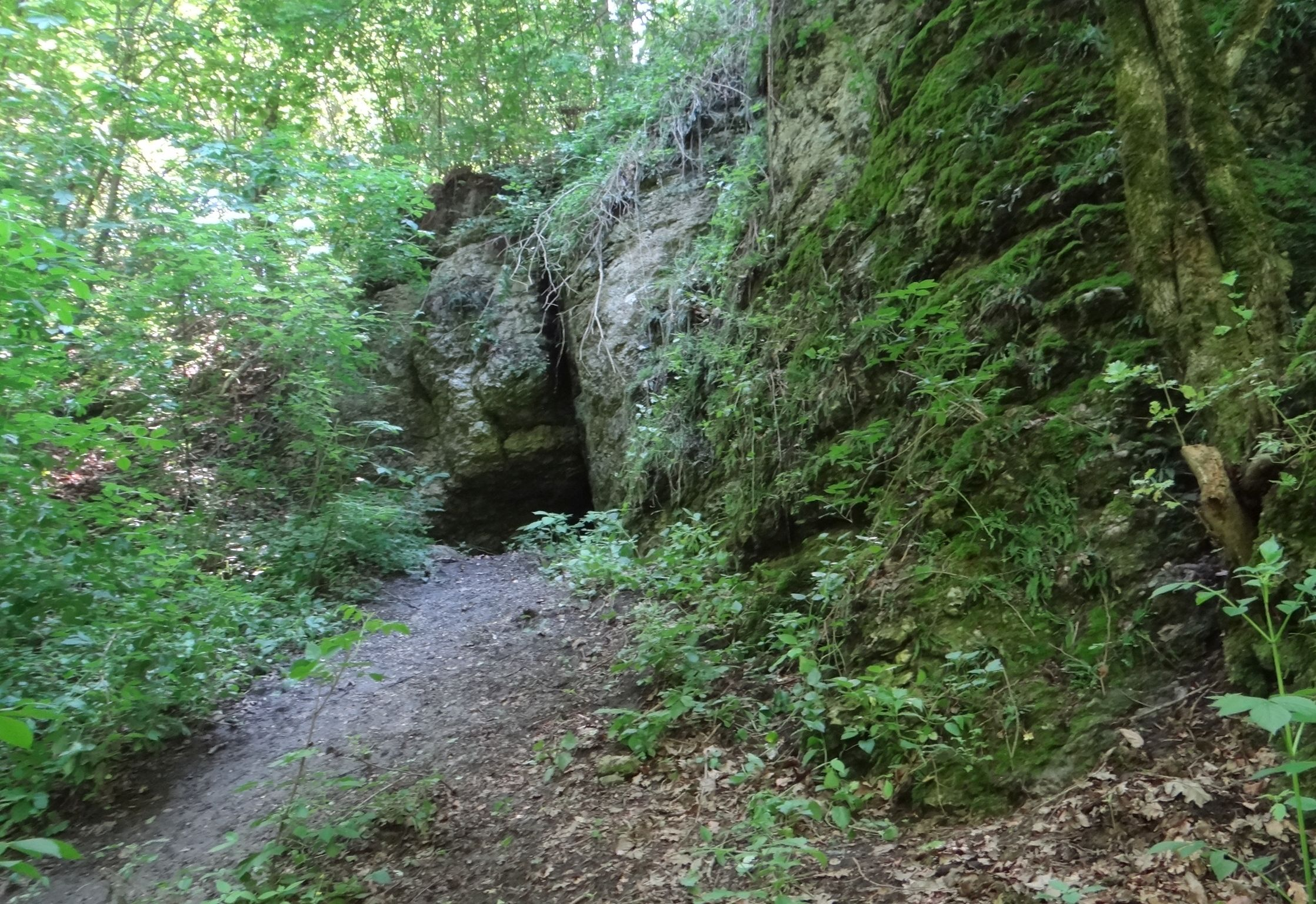
Otwór
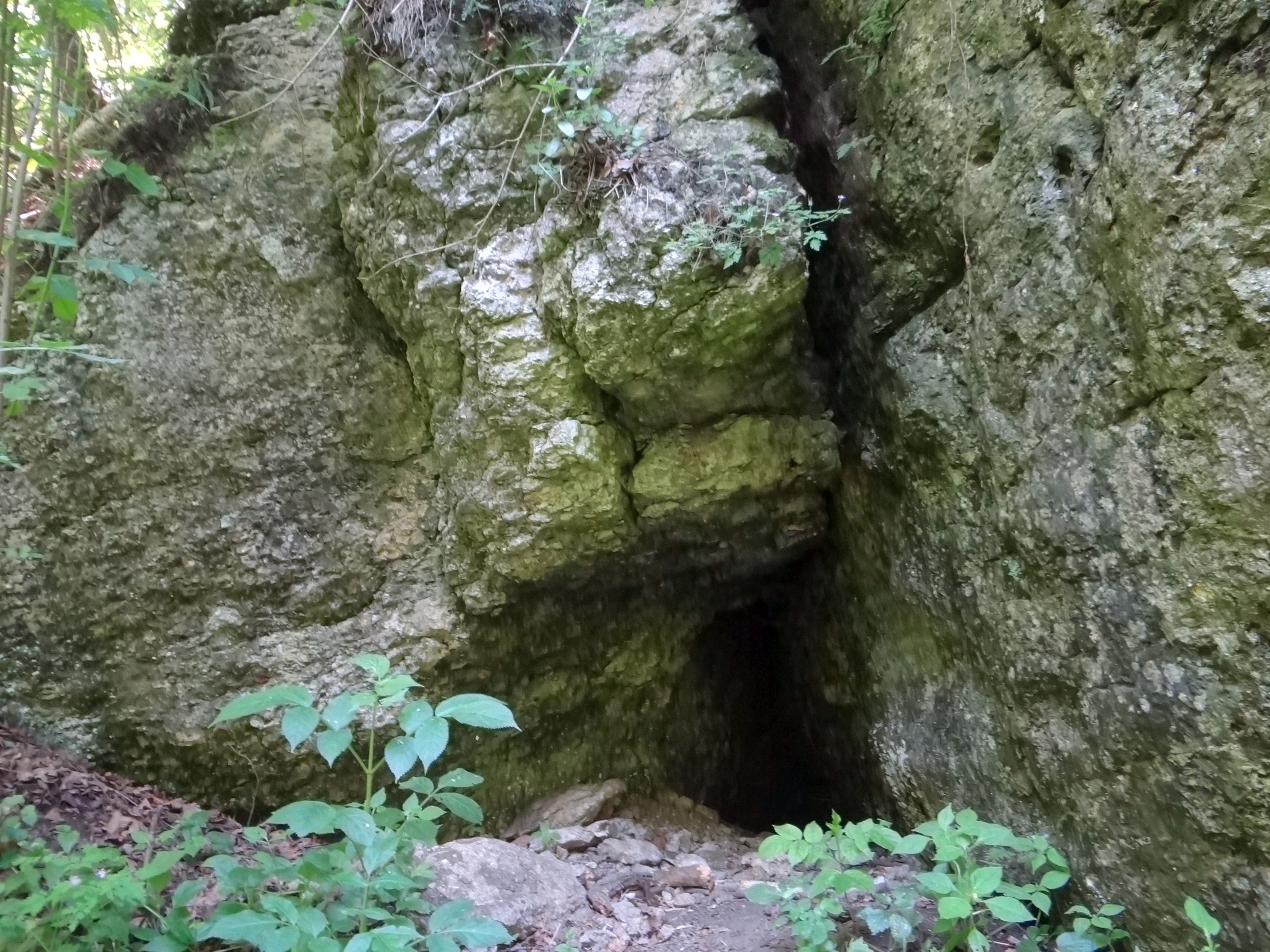
Otwór
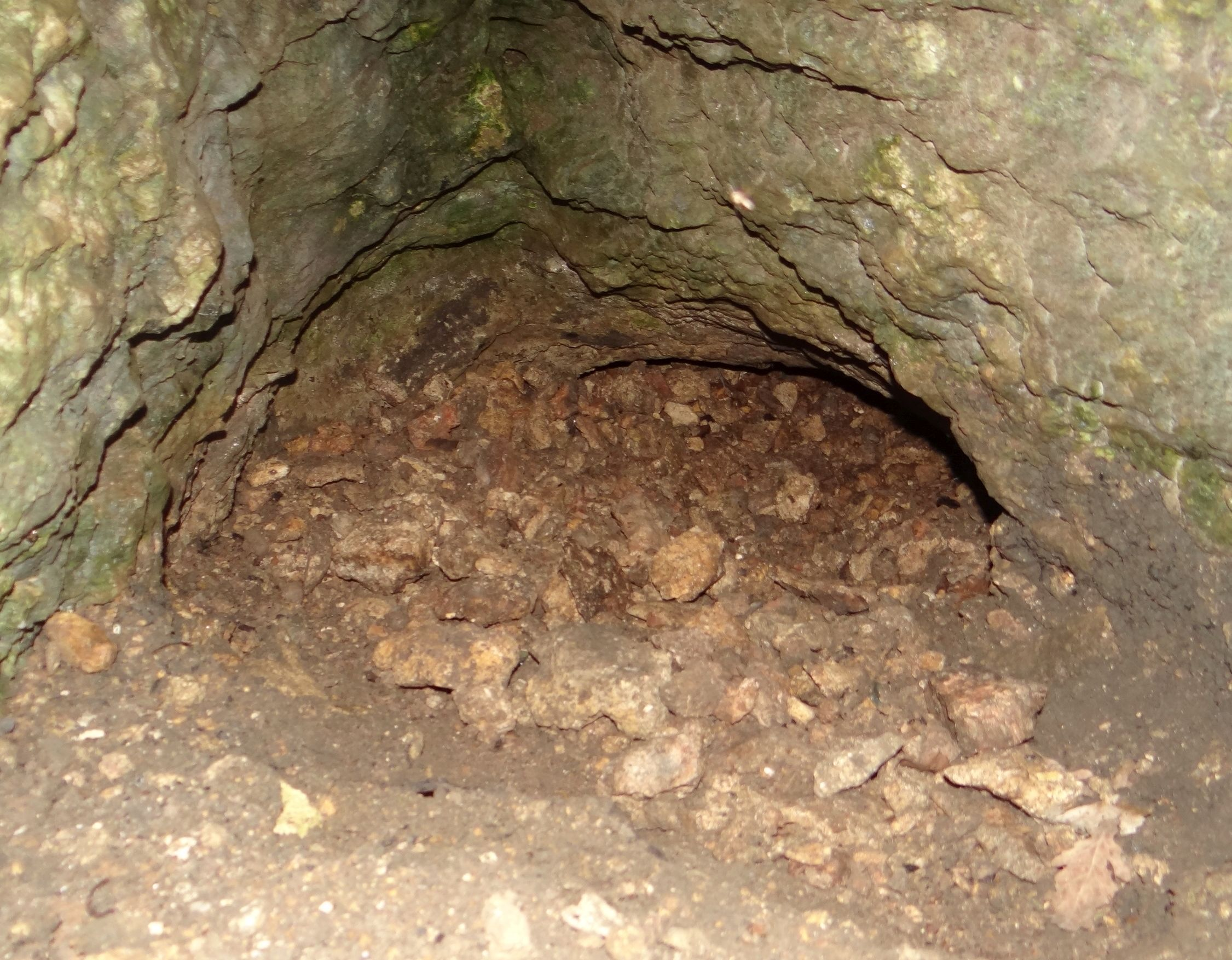
Nyża z otworem zagruzowanego korytarzyka
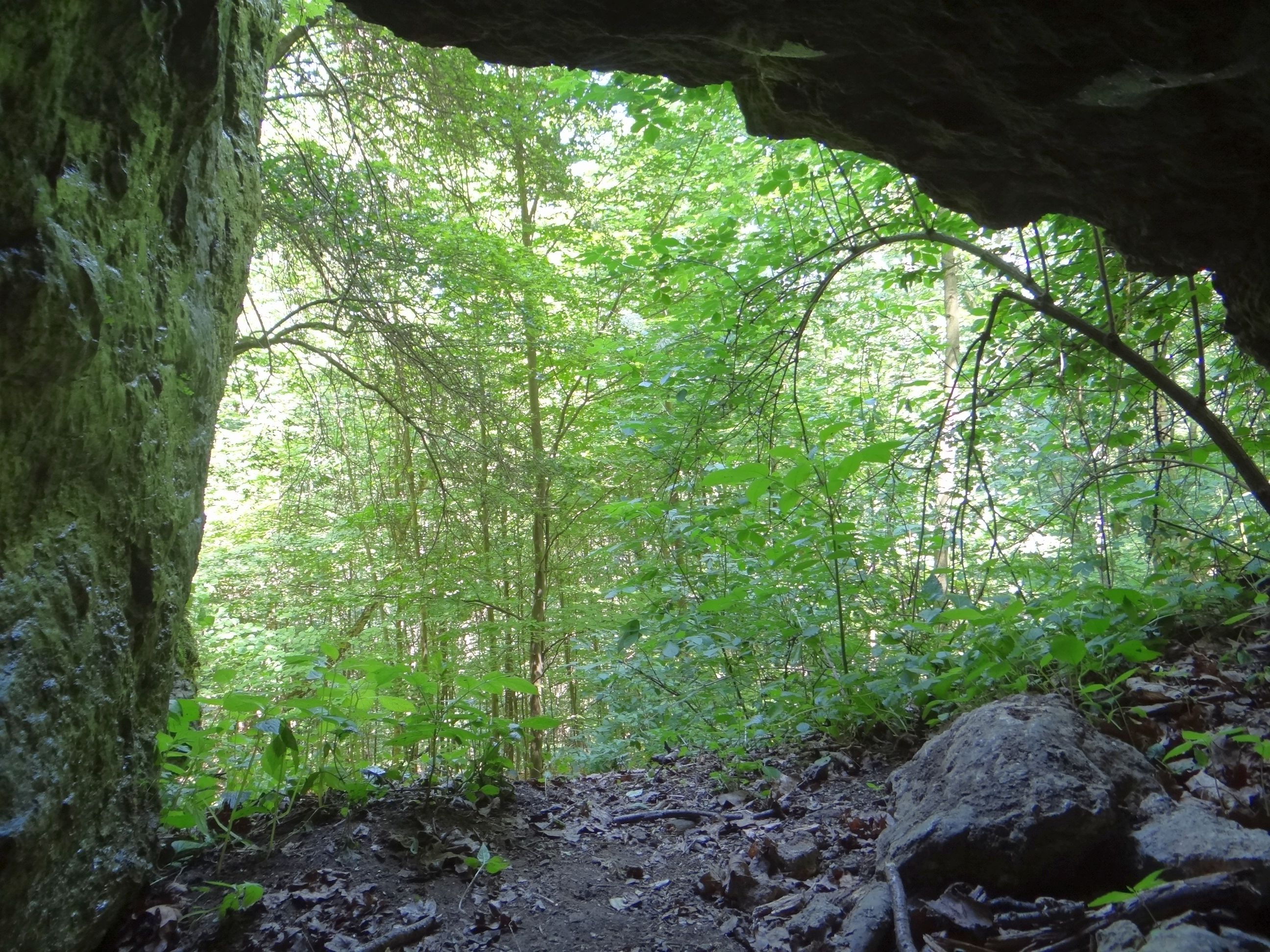
Widok z jaskini